# Stowarzyszenie Nowojorskich Krytyków Filmowych
Stowarzyszenie Nowojorskich Krytyków Filmowych (New York Film Critics Circle; NYFCC) – amerykańska organizacja zrzeszająca krytyków filmowych z Nowego Jorku. Została założona w 1935 roku. Corocznie przyznaje Nagrody Stowarzyszenia Nowojorskich Krytyków Filmowych, które ogłasza w grudniu.

## Członkowie stowarzyszenia
Na liście członków stowarzyszenia znajduje się ponad 30 nazwisk. Początkowo byli to wyłącznie krytycy codziennych nowojorskich gazet. Po strajku prasowym w 1962, NYFCC rozszerzyło swój zasięg o krytyków piszących dla ogólnokrajowych, amerykańskich czasopism, takich jak „Newsweek”, „Playboy”, „The Saturday Review” i „TV Guide”.